# Клейн, Мартин
Мартин «Макс» Клейн (эст. Martin Klein; 12 сентября 1884, Тарвасту — 11 февраля 1947) — российский, впоследствии эстонский борец, выступал за олимпийскую сборную Российской империи, серебряный призёр Олимпийских игр 1912 года в Стокгольме.

## Биография
В 17 лет Мартин, рассыльный в петербургском обществе «Санитас», начал заниматься борьбой, .
Клейн завоевал свою первую награду как борец на чемпионате Санкт-Петербурга 1910 года, где он выиграл золото в неограниченном классе.

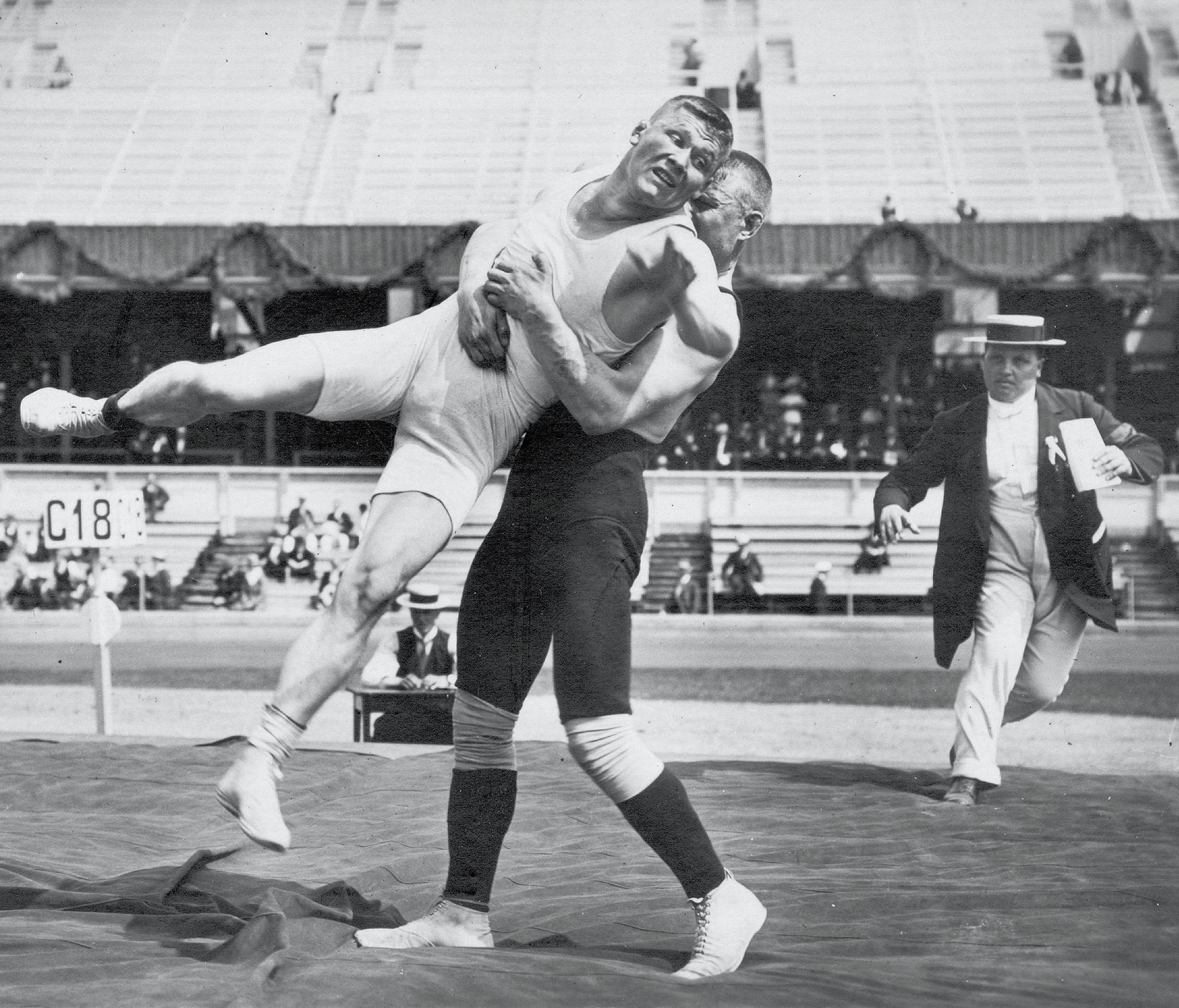
Мартин Клейн на переднем плане в белом борцовском трико. Бросок, выполненный Альфредом Асикайненом, на исходе пятого часа схватки

Его полуфинальная схватка на летних Олимпийских играх 1912 года вошла в историю как самая продолжительная схватка по греко-римской борьбе на Олимпийских играх, и показала необходимость пересмотра правил. В этой схватке Мартин завоевал серебряную олимпийскую медаль в тяжелейшем противостоянии с финским спортсменом Альфредом Асикайненом. На тот момент Великое княжество Финляндское входило в состав Российской империи, но выступала на играх отдельной командой. К тому моменту Альфред был чемпионом мира и противостояние оказалось невиданным по продолжительности. Этот поединок вошёл в историю как самая длительная борцовская схватка Олимпийских играх.
Поединок продолжался 11 часов 40 минут, за вычетом пауз чистое время поединка 10 часов 15 минут (называются и другие оценки длительности, что связано с различным подсчётом длительности пауз). Лишь спустя это время смогли определить победителя. Судьи и организаторы предприняли несколько попыток ускорить поединок.
Финальный раунд за звание олимпийского чемпиона должен был состояться на следующий день между Мартином и шведским борцом Класом Юханссоном. Мартин был измотан в полуфинальной встрече; помимо этого, уже в полуфинале он выступал с травмированной рукой. По этим причинам от финального противостояния Мартин решил отказаться.
В 1913 году Клейн участвовал в чемпионате мира, но был вынужден сняться с турнира из-за травмы руки. В том же году он выиграл титул чемпиона в супертяжелом весе на Первой российской олимпиаде.
Во время Первой мировой войны Клейн служил в русской армии.
В 1919—1920 годах Клейн был тренером эстонских борцов на Играх 1920 года. Постепенно он прекратил спортивную деятельность и с 1937 года проживал в своём деревенском доме.
Похоронен на Tarvastu kalmistu.

## Память
В городе Вильянди установлен памятник, и с 1962 года проводятся ежегодные мемориальные турниры носящие его имя.